# FC Levante Las Planas (női csapat)
A Fútbol Club Levante Las Planas női labdarúgó csapata 1998-ban alakult. Spanyolország első osztályú bajnokságában, a Primera Divisiónban szerepel.

## Klubtörténet
1983-ban a Rayo Planense és az UP Bética egyesülését követően hozták létre az együttest. A női szakosztály 1998-ban jött létre és eleinte regionális bajnokságokban vettek részt. 
2007-ben nyerték meg első alkalommal a harmadosztály küzdelmeit, de csak egy évre béreltek helyet a másodosztályban. Egy újabb bajnoki cím után, már a Segunda División egyik favoritjaként szereztek bronzérmet, majd 2012-ben bemutatkozhattak az élvonalban. Két szezon után visszaestek a másodosztályba és 2014-től másod- és harmadosztályú szezonokkal íródott tovább történetük.
Az újabb kiugrást a 2021-es idény hozta meg számukra, amikor négy pont előnnyel végeztek az Északi csoport élén, biztosítva ezzel első osztályú részvételüket.

## Sikerlista
- Spanyol másodosztályú bajnok (2): 2011–12, 2021–22
- Spanyol harmadosztályú bajnok (2): 2007–08, 2009–10

## Játékoskeret
2023. február 3-tól
| #  |     | Poszt | Név                   |
| -- | --- | ----- | --------------------- |
| 1  | ESP | K     | Laia García           |
| 13 | ESP | K     | María Pi              |
| 25 | ESP | K     | Montserrat Quesada    |
| 24 | CRO | K     | Doris Bačić           |
| 2  | ESP | V     | Laia Parera           |
| 3  | NGA | V     | Onome Ebi             |
| 4  | ESP | V     | Berta Bou             |
| 15 | ESP | V     | Esther-Martín Pozuelo |
| 23 | ESP | V     | Nerea Gantxegi        |
| 14 | ESP | V     | Júlia Mora            |
| 16 | DEN | V     | Sille Struck          |
| 28 | ESP | V     | Irene Corral          |
| 5  | ESP | KP    | Nuria Garrote         |
| 8  | ESP | KP    | Laura Martínez        |
| 12 | USA | KP    | Natalie Muth          |

| #  |     | Poszt | Név                   |
| -- | --- | ----- | --------------------- |
| 17 | CHN | KP    | Jang Li-na            |
| 17 | ESP | KP    | Alejandra Serrano     |
| 20 | ESP | KP    | Silvia Masferrer      |
| 21 | MAR | KP    | Yasmin Mrabet         |
| 22 | NGA | KP    | Ngozi Okobi-Okeoghene |
| 26 | ESP | KP    | Eva González          |
| 27 | ESP | KP    | Natalia Escot         |
| 6  | ESP | CS    | Pilar Garrote         |
| 7  | ESP | CS    | Irina Uribe           |
| 9  | ESP | CS    | Alba Mellado          |
| 10 | ESP | CS    | Mari Paz Vilas        |
| 11 | ESP | CS    | Elena Julve           |
| 19 | NGA | CS    | Rita Chikwelu         |
| 18 | JAM | CS    | Trudi Carter          |
| 22 | CMR | CS    | Henriette Akaba       |